# Georg Philipp Cronberger

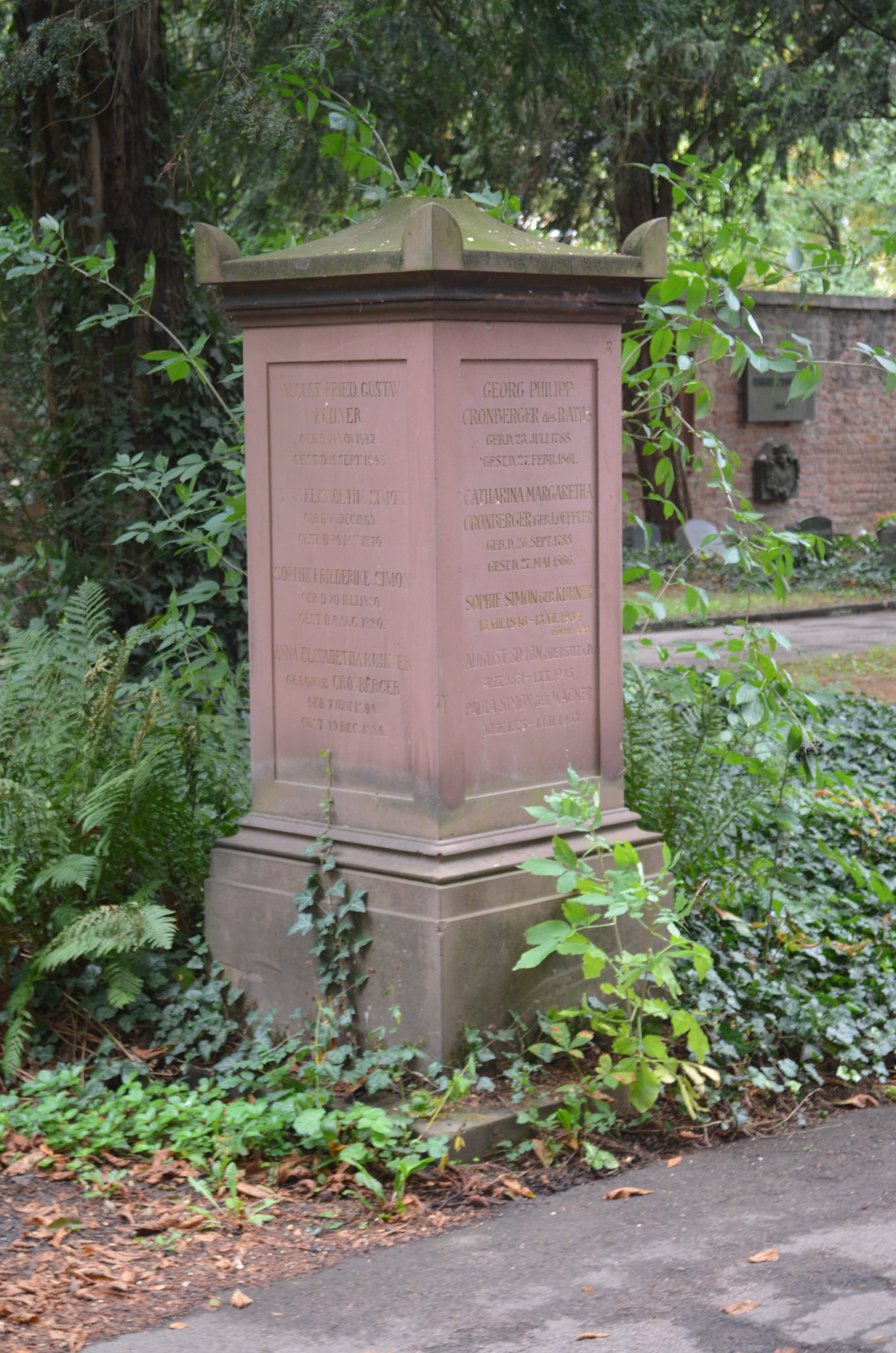
Grab von Georg Philipp Cronberger auf dem Frankfurter Hauptfriedhof

Georg Philipp Cronberger (* 20. Juli 1788 in Frankfurt am Main; † 27. Februar 1861 ebenda) war ein Gärtnermeister und Politiker der Freien Stadt Frankfurt.
Georg Philipp Cronberger war Gärtnermeister in Frankfurt am Main. Von 1838 bis 1861 war er als Ratsverwandter Mitglied im Senat der Freien Stadt Frankfurt. Sein Grab auf dem Hauptfriedhof Frankfurt steht unter Denkmalschutz. Er war Mitglied der Frankfurter Freimaurerloge Sokrates zur Standhaftigkeit.